# Nabburg

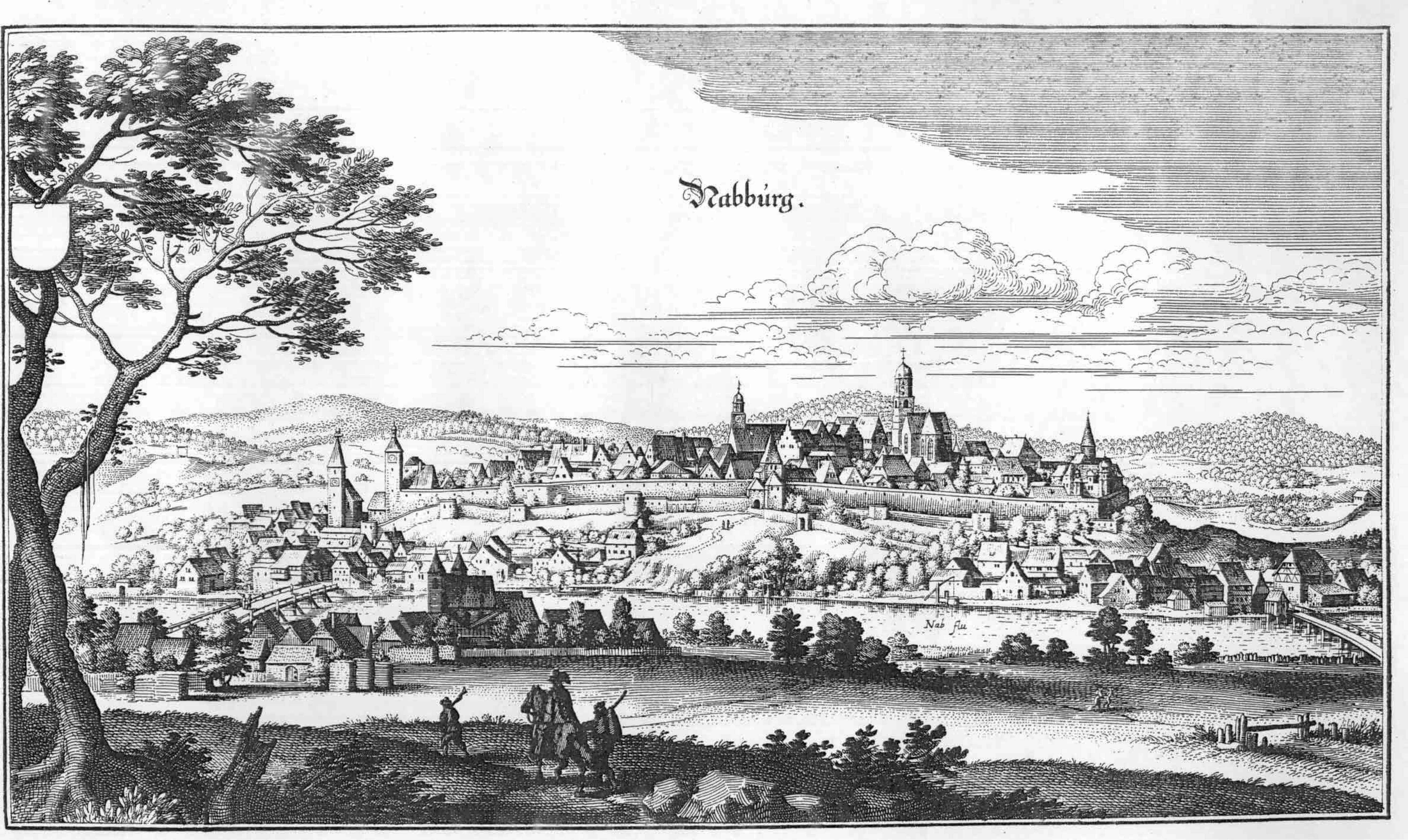
Nabburg auf einem Stich aus dem 17. Jahrhundert

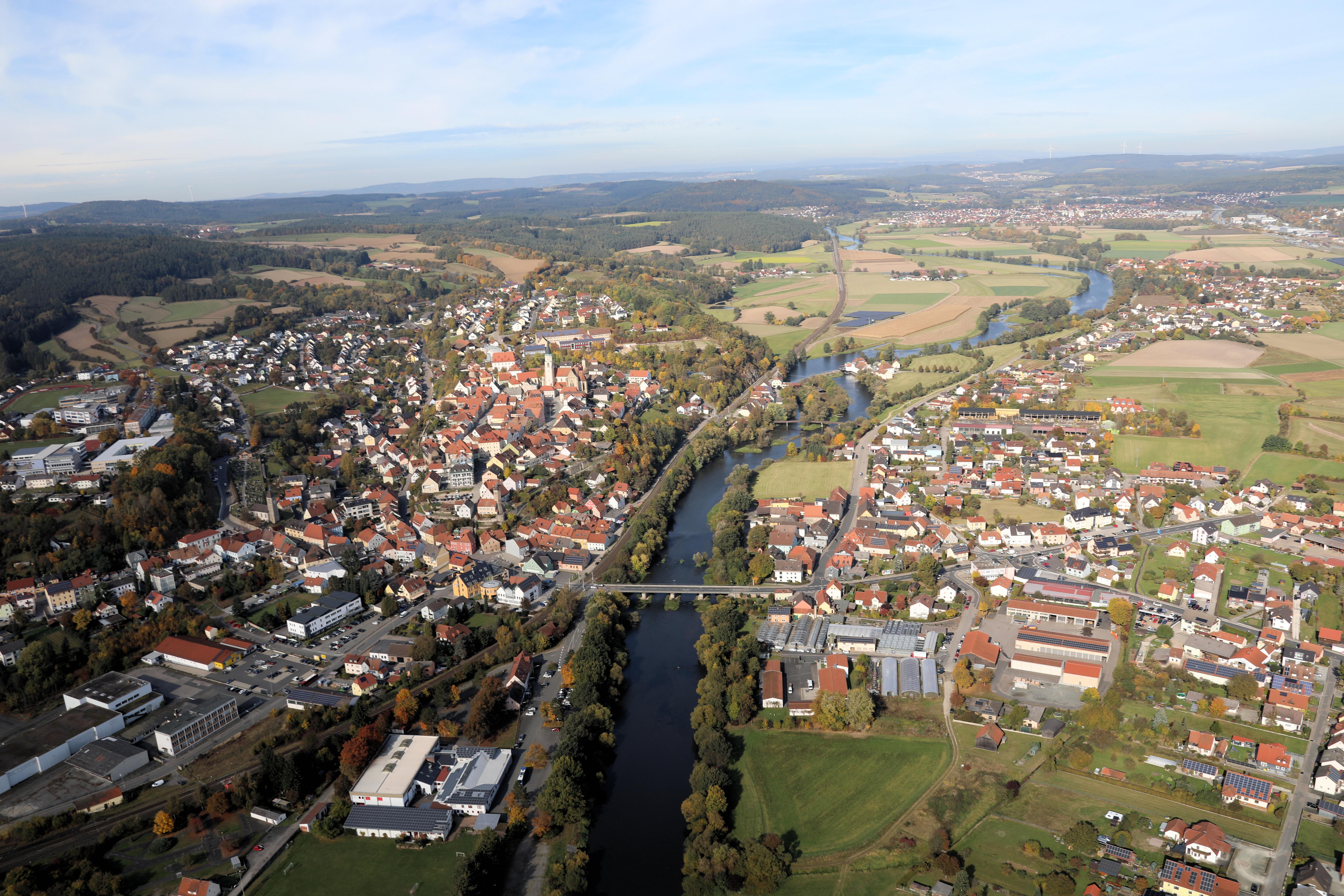
Nabburg (2021)

Nabburg (Aussprache: [ˈnaːpbʊʁk]) ist eine Stadt im Oberpfälzer Landkreis Schwandorf und der Sitz der Verwaltungsgemeinschaft Nabburg.

## Geographie

### Geographische Lage
Die Stadt liegt im Naturpark Oberpfälzer Wald beiderseits der Naab. Die Altstadt von Nabburg erhebt sich westlich der Naab auf einem ca. 200 m breiten und ca. 450 m langen Bergrücken, der nach Norden bis zu 45 m über die Naab ansteigt und gute Verteidigungsmöglichkeiten bot.

### Geologie
Bei Nabburg beginnt der Pfahl, ein 150 km langer Quarzfelsenzug. In der Umgebung gab es viele Lagerstätten von Fluorit, z. B. bei Wölsendorf.

### Nachbargemeinden
Die Nachbargemeinden (im Uhrzeigersinn) sind: Pfreimd, Guteneck, Altendorf, Schwarzach bei Nabburg, Stulln, Schmidgaden und Wernberg-Köblitz.
| Wernberg-Köblitz 14 km | Pfreimd 5 km                                | Pfreimd 5 km    |
| Schmidgaden 8 km       | Kompassrose, die auf Nachbargemeinden zeigt | Guteneck 9 km   |
| Stulln 5 km            | Schwarzach bei Nabburg 8 km                 | Altendorf 10 km |

### Gemeindegliederung
Es gibt 28 Gemeindeteile (in Klammern ist der Siedlungstyp angegeben):
- Bärnmühle (Einöde)
- Bergelshof (Dorf)
- Brudersdorf (Kirchdorf)
- Diendorf (Dorf)
- Diepoltshof (Weiler)
- Eckendorf (Dorf)
- Etzelhof (Weiler)
- Fraunberg (Weiler)
- Girnitz (Dorf)
- Grubhof (Einöde)
- Haindorf (Weiler)
- Haselhof (Weiler)
- Höflarn (Weiler)
- Kumpfmühle (Einöde)
- Lissenthan (Dorf)
- Nabburg (Hauptort)
- Namsenbach (Weiler)
- Neusath (Dorf)
- Obersteinbach (Weiler)
- Passelsdorf (Weiler)
- Perschen (Kirchdorf)
- Ragenhof (Weiler)
- Richtmühle (Einöde)
- Tauchersdorf (Weiler)
- Wiesensüß (Weiler)
- Wiesmühle (Weiler)
- Windpaißing (Dorf)
- Wölsenberg (Weiler)

Hinzuweisen ist noch auf zwei Straßenzüge, die Bestandteil der historischen Altstadt sind: das Ledererviertel und die Venedig. Von der Venedig aus erfolgten im 8. Jahrhundert die Ortsgründung am Naabübergang und später die Befestigung der heutigen Altstadt.

## Geschichte

### Nabburg in Mittelalter und Früher Neuzeit
Keimzelle der Stadt war eine frühmittelalterliche Burganlage, die sich im Bereich der heutigen Altstadt befand. Früheste Siedlungsspuren lassen sich archäologisch für den Übergang vom 7. zum 8. Jahrhundert datieren. Für das 10. Jahrhundert ist eine massive Befestigung der Haupt- und Vorburg archäologisch belegt. Nabburg war ab dem 11. Jahrhundert Mittelpunkt der Mark Nabburg. Sie war Teil der militärischen und administrativen Organisation des Grenzlands zu Böhmen.
Die marca Napurch, wie sie in Urkunden vom 29. Juli 1040 und vom 13. Februar 1061 genannt wird, erlebte ihre Blütezeit unter der Herrschaft der Diepoldinger ab etwa 1100; nach deren Aussterben 1146 kam die Nabburg wohl kurzzeitig an die Grafen von Sulzbach. Nachdem sie bis 1188 wohl in Reichsbesitz war, kam sie an die Wittelsbacher. 1271 ist Nabburg erstmals als Stadt überliefert. Herzog Rudolf bestätigte am 31. März 1296 alle bisherigen Privilegien und verlieh Nabburg in Absatz 17 des Freiheitsbriefes alle Rechte der Stadt Amberg. Nach dem Tode des Herzogs fiel die Stadt an Kaiser Ludwig den Bayern, der ihr weitere Privilegien einräumte und sie im Jahr 1317 als unverkäuflich erklärte. Von 1353 bis 1410 war Nabburg Sitz eines Vizedomamtes. Während der Glanzzeit des Bürgertums entstanden die Rechtsstatuten der Stadt, die Instituta Civilia (1405).
In Nabburg befand sich im 14. Jahrhundert ein Eisenhammer, der vom Wasser der Naab betrieben wurde.
Im Jahr 1420 zogen hussitische Truppen plündernd und brandstiftend durch den Ort. Daraufhin wurde die schon vorher begonnene Befestigungsanlage beschleunigt fertiggestellt. Im Spätsommer des Jahres 1433 widerstand die befestigte Stadt einer erneuten Belagerung durch hussitische Truppen.

### Nabburg in der Neuzeit
1536 brannte der nördliche Turm der Stadtpfarrkirche nach einem Blitzschlag ab.
Im Dreißigjährigen Krieg wurde bei Nabburg am 26. Mai 1634 ein Zwischenlager für ein kaiserliches Heer von 24.000 Mann mit über 100 Geschützen errichtet. Das Heer kam aus Pilsen und zog weiter nach Regensburg, um die von den Schweden besetzte Stadt im Kampf um Regensburg zurückzuerobern.
Nabburg war bis zu den Verwaltungsreformen unter Montgelas Pflegamt, besaß ein Pfleggericht und gehörte zum Rentamt Amberg.
Im Zweiten Weltkrieg zerstörte kurz vor Kriegsende ein Brandbombenabwurf einen Teil der Vorstadt Venedig um das Gasthaus zur Krone. Durch den Zuzug von vornehmlich heimatvertriebenen Sudetendeutschen stieg die Einwohnerzahl sprunghaft an.
1963 bezog der Bundesgrenzschutz die neu erbaute Unterkunft Am Fichtenbühl am westlichen Stadtrand von Nabburg. Dort war bis 1999 die Grenzschutzabteilung II/1 bzw. (ab 1981) 4 Süd stationiert. Seither ist in der Liegenschaft eine Außenstelle der VII. Bereitschaftspolizeiabteilung Sulzbach-Rosenberg untergebracht.
Nabburg war bis zur Gebietsreform am 1. Juli 1972 Kreisstadt des gleichnamigen Landkreises.

### Eingemeindungen
Im Zuge der Gebietsreform in Bayern wurde am 1. Januar 1972 die Gemeinde Brudersdorf eingegliedert. Am 1. Januar 1975 kam Diendorf (mit dem 1946 eingegliederten Neusath) hinzu. Gebietsteile der aufgelösten Gemeinde Hohentreswitz folgten am 1. Mai 1978.

### Einwohnerentwicklung
Zwischen 1988 und 2018 wuchs die Stadt von 6020 auf 6117 um 97 Einwohner bzw. um 1,6 %.

### Perschen
Der Gemeindeteil Perschen wurde 1122 erstmals urkundlich erwähnt. Er war der Hauptort zwischen Nabburg und Pfreimd, beide gehörten zur Pfarrei Perschen. 1216 wurde Pfreimd zur eigenständigen Pfarrei erhoben und der Sitz der Pfarrei Perschen um 1420 nach Nabburg verlegt.

## Politik

### Bürgermeister seit 1945
- 1945–1948: Jakob Plößl[8]
- 1948–1952: Josef Hösl
- 1952–1956: Martin Kummert
- 1956–1968: Christian Hösl
- 1968–1986: Alois Kraus
- 1986–1995: Rudolf Scharf
- 1995–2008: Josef Fischer
- 2008–2020: Armin Schärtl
- seit 2020: Frank Zeitler[9]

### Stadtrat
Die Kommunalwahl am 15. März 2020 führte zu folgender Verteilung der 20 Sitze im Stadtrat:
- CSU: 6 Sitze
- SPD: 4 Sitze
- Freie Wähler: 3 Sitze
- Nabburger Land: 3 Sitze
- Überparteiliche Wahlgemeinschaft (ÜPW): 2 Sitze
- ÖDP: 2 Sitze

### Städtepartnerschaften
Nabburg unterhält folgende Städtepartnerschaften:
- Oberviechtach, Deutschland, seit 1952
- Castillon-la-Bataille, Nouvelle-Aquitaine, Frankreich, seit 1986
- Horšovský Týn, Okres Domažlice, Tschechien, seit 2004

## Wappen
| Wappen von Nabburg | Blasonierung: „In Rot wachsend aus Schildrand und silbernem Wellenschildfuß, darin elf schwarze Wellenfäden, belegt mit einem blauen Fisch, eine silberne Burg mit schwarzgefugter Zinnenmauer, darin ein gefasstes, offenes, schwarzes Rundportal unter erhöhter Mauerführung mit geöffneten silbernen Torflügeln und gezogenem Fallgatter, daraus wachsend drei silberne Zinnenrundtürme mit je zwei schwarzen Fenstern, der mittlere größer und unbedacht, die Flankentürme spitzbedacht und beknauft.“ |
| Wappen von Nabburg | In einer etwas älteren Version sind die Dächer blau und die Torflügel mit Fallgatter golden. In einer weiteren Version ist die Stadtmauer wachsend nur aus dem Wellenschildfuß ohne Schildrandkontakt mit geschlossenem Tor. Die Flankentürme stehen außen an den Mauerecken, der wachsende mittlere Turm ist eckig mit Seitenanbauten, fünf Fenstern und Walmdach, dem Mähntor sehr ähnlich. Das Wappen besteht seit 1314 als Siegel, der Fisch ziert es seit 1574 zur Fälschungssicherheit. Nach einer alten Sage verfing er sich während eines Naabhochwassers im Torflügel des Mähntores (von dial. menen = führen (Pferde)), als jenes zurückwich. |

## Kultur und Sehenswürdigkeiten

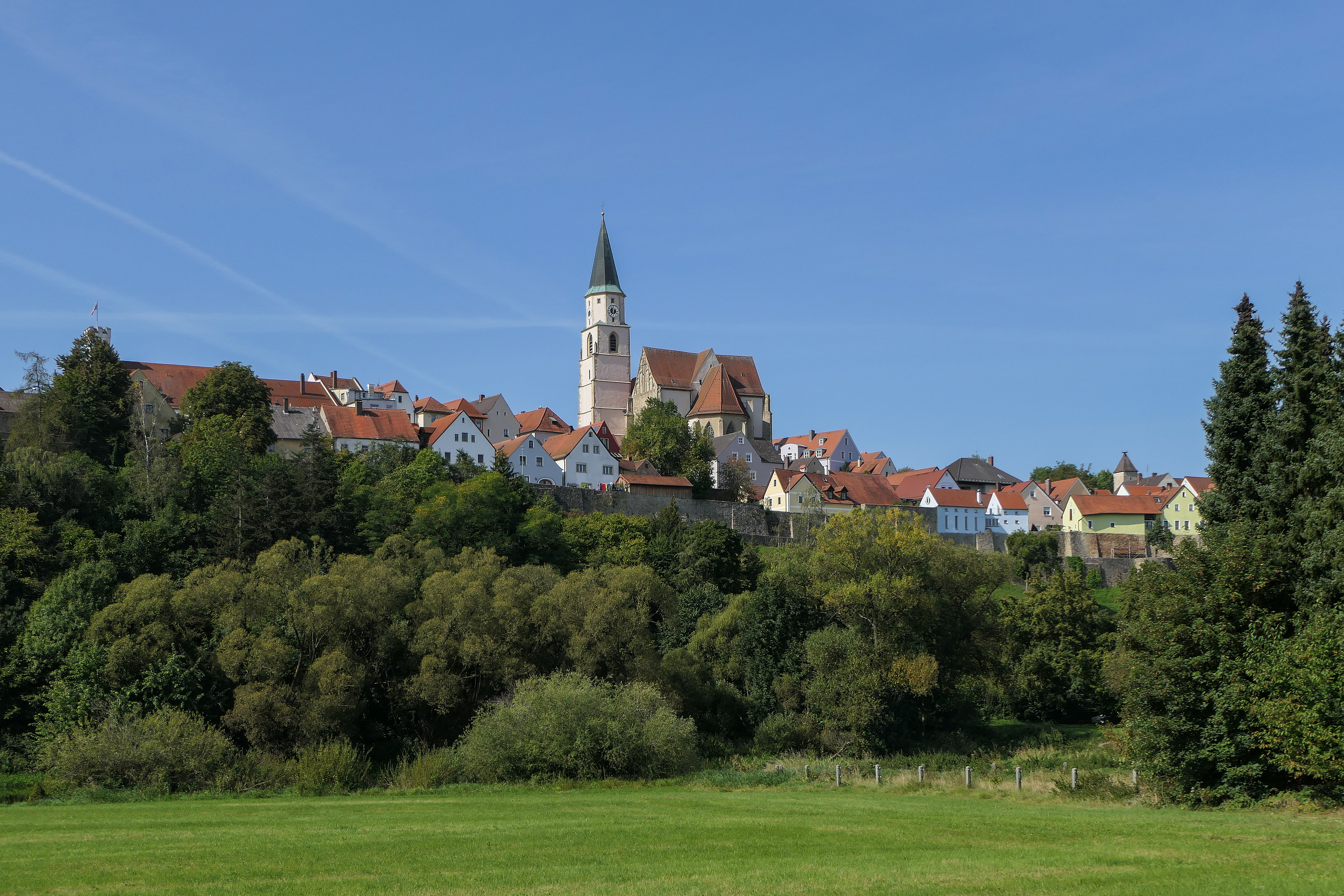
Altstadt Nabburg
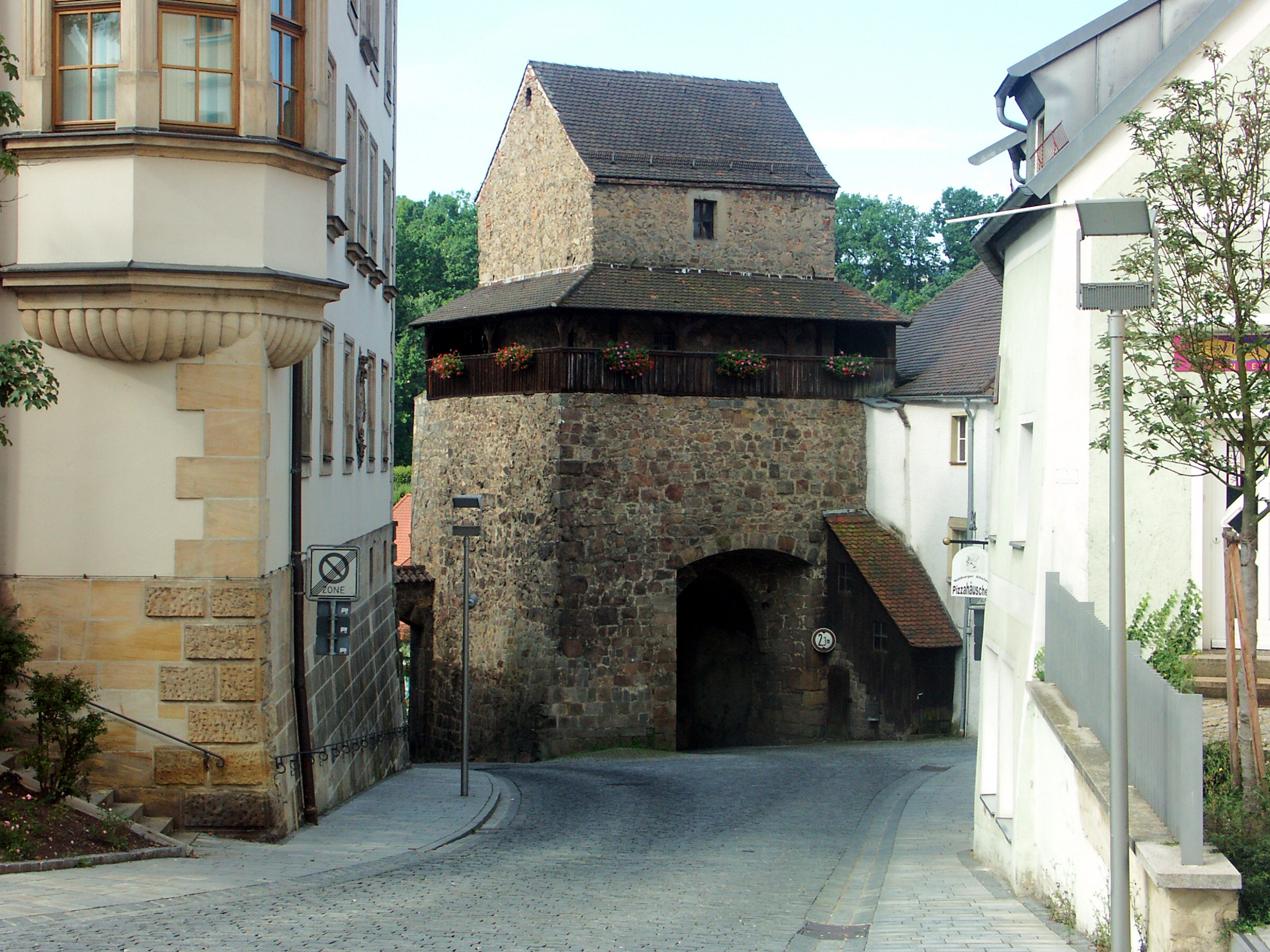
Mähntor (2007)
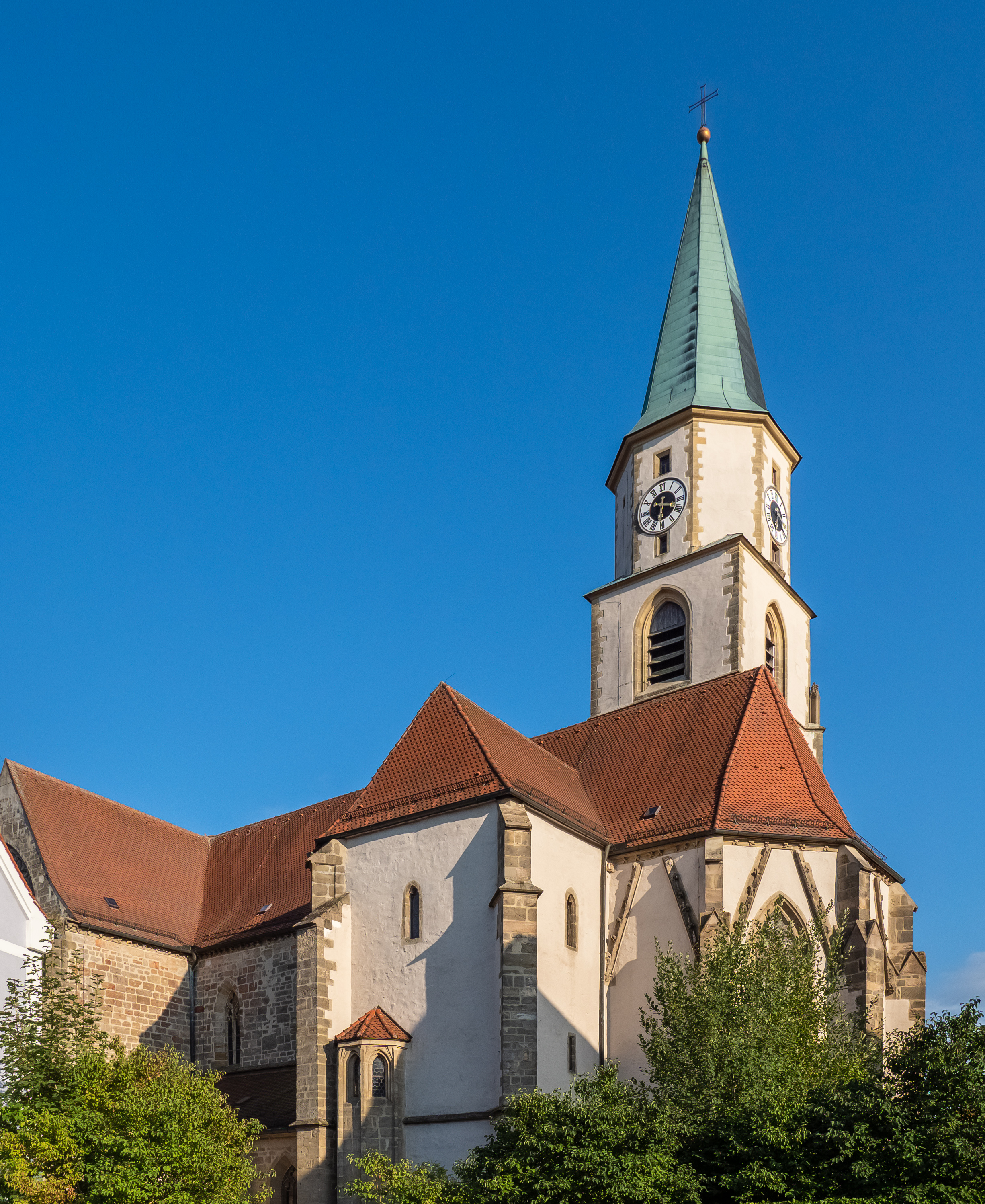
Stadtpfarrkirche
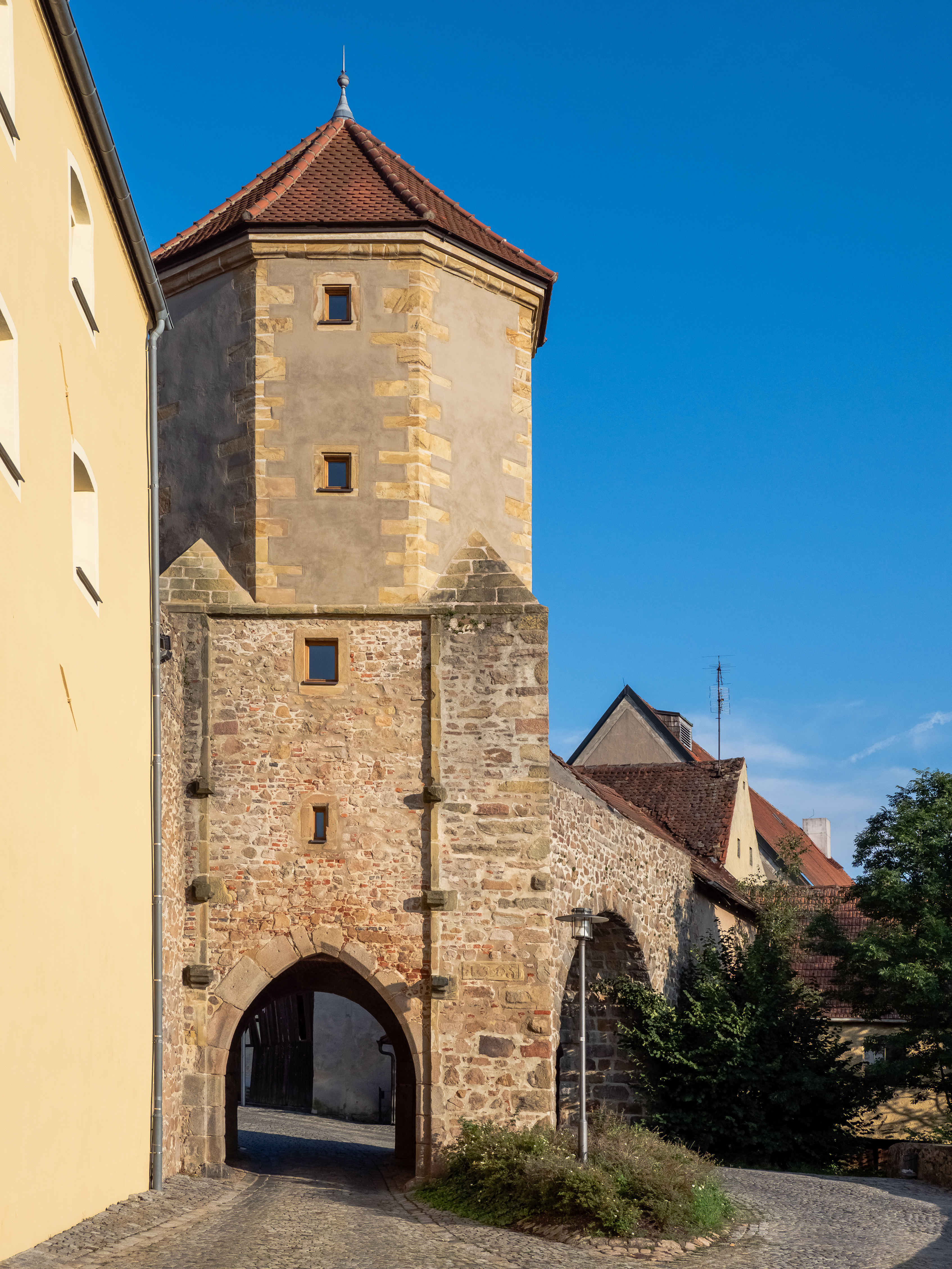
Obertor
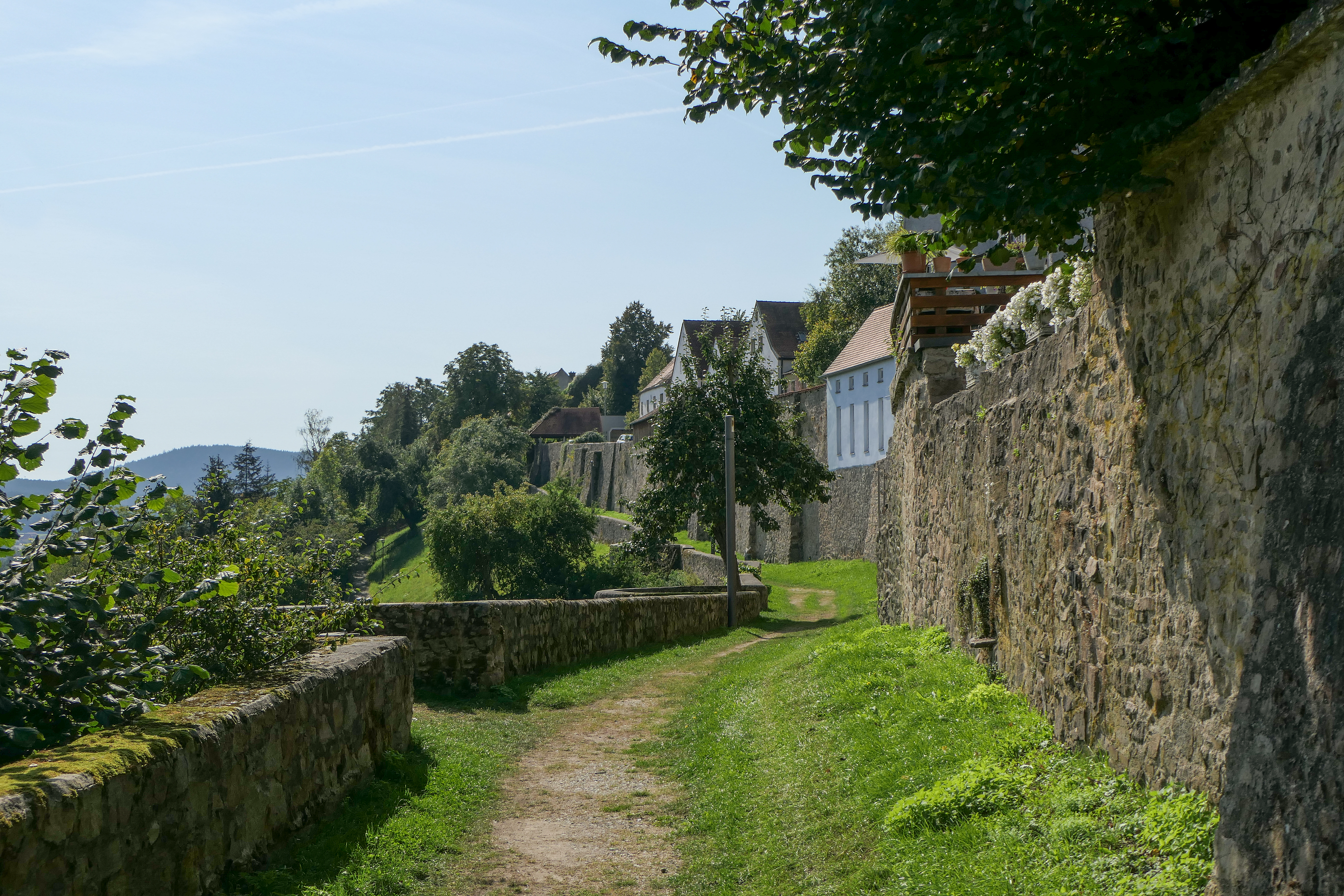
Östliche Stadtmauer
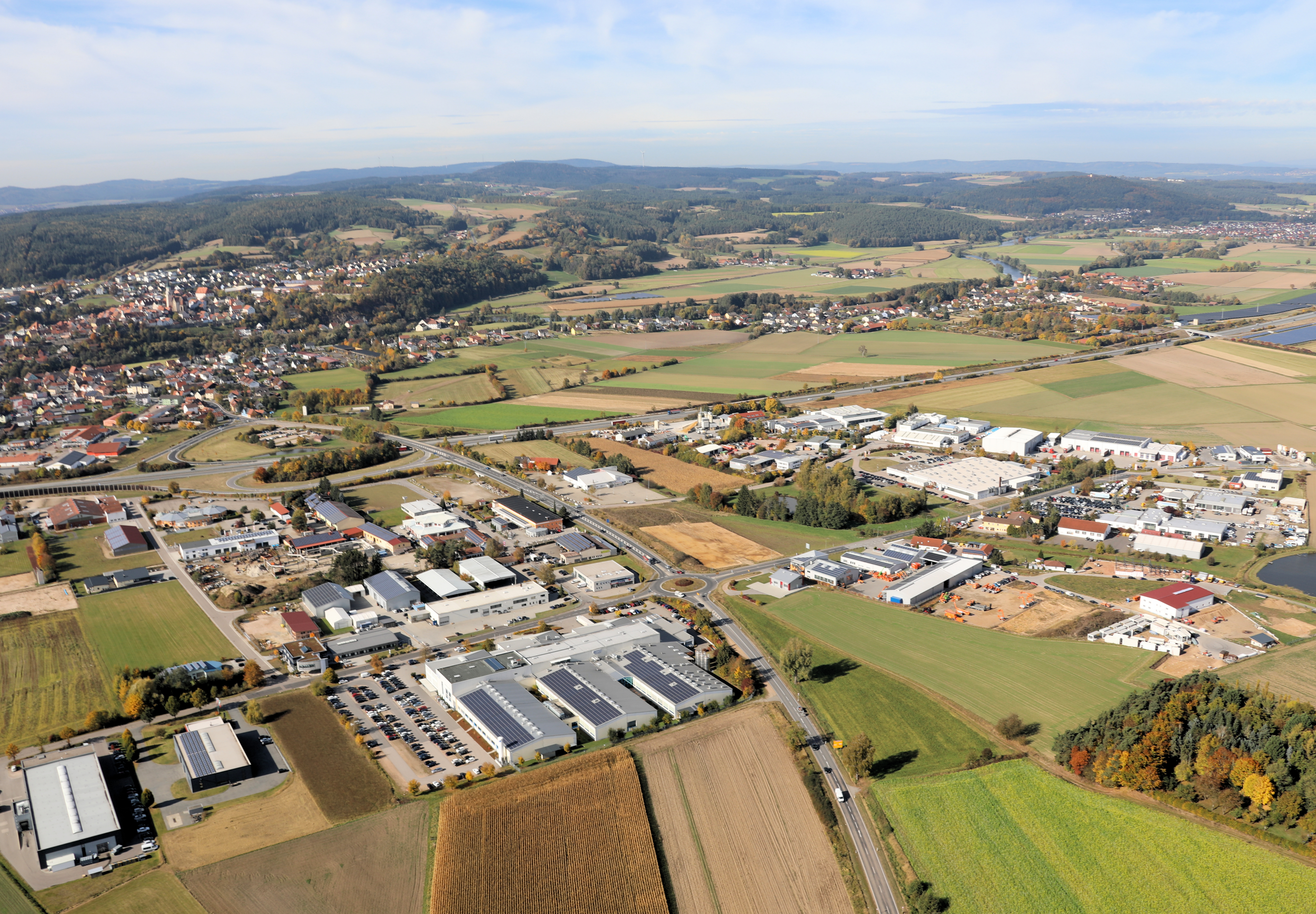
Gewerbegebiet an der A 93 (2021)

- die zu großen Teilen restaurierte historische Altstadt
- das (alte) Rathaus
- die gotische Stadtpfarrkirche St. Johannes Baptist
- das Stadtmuseum im Zehentstadl, u. a. mit Museum der heimischen Tierwelt, wechselnden Ausstellungen und Konzerten
- die gut erhaltene Stadtmauer mit zwei befahrbaren Stadttoren, dem Mähntor im Süden und dem Obertor im Norden
- das Pflegschloss (jetzt Vermessungsamt) und der Pulverturm an der Nordseite der Stadtmauer
- das Museum im Schmidt-Haus
- der Teufelsschuh an der nordwestlichen Stadtmauer am Obertor
- die Friedhofskirche St. Georg mit dem Storchennest
- die spätgotische Kirche St. Laurentius von 1489, die 1911 dem Verein der Protestanten Nabburgs überlassen wurde. Der Vorgängerbau dürfte die Burgkapelle gewesen sein.
- die romanische Nikolauskirche im Stadtteil Venedig, vermutlich aus dem 12. Jahrhundert
- das Storchenbiotop östlich der Autobahn
- das Naherholungsgebiet Alte Naab
- das Oberpfälzer Freilandmuseum Neusath-Perschen mit regelmäßigen Aktionstagen, zumeist sonntags
- der Karner (Beinhaus) in Perschen

### Regelmäßige Veranstaltungen
- Tonart-Musikfestival und mittelalterlicher Markt, jährlich, wechselnd, derzeit pausiert
- Kleinkunst im Schmidt-Haus
- Brünnl-Ritt

### Sport
Der TV 1880 Nabburg ist ein Mehrspartenverein mit zwölf Sportarten.
Handball: Im Rahmen der Spielgemeinschaft HSG Nabburg/Schwarzenfeld nehmen die TV 1880 Handballer mit Herrenmannschaften, Damenmannschaften und Nachwuchsmannschaften am Spielbetrieb des Bayerischen Handballverbandes (BHV) teil. Größter Erfolg der Handballabteilung waren zwei Ostbayerische Meisterschaften u. a. 2020 und der damit verbundene Aufstieg in die fünftklassige Handball-Landesliga Bayern. Das 1. Damenteam spielte ab der Saison 2011/12 bis 2016/17 in der Handball Landesliga.  In der Saison 2022/23 spielte die 1. Herrenmannschaft in der Bezirksliga (Ostbayern) und das 1. Damenteam in der sechstklassigen Bezirksoberliga (Ostbayern).

## Wirtschaft und Infrastruktur

### Unternehmen
- Emz-Hanauer, Elektrotechnikhersteller

### Verkehr
Nabburg liegt an der A 93, Anschlussstelle Nabburg. Einige Kilometer westlich von Nabburg liegt die Anschlussstelle Nabburg-West der A 6 (Nürnberg – Prag). Die beiden Autobahnen kreuzen sich im nahe gelegenen Autobahnkreuz Oberpfälzer Wald.
Der Bahnhof wird regelmäßig von Zügen der Bahnstrecke Regensburg–Hof bedient. In Schwandorf hat man Anschlussmöglichkeiten nach Cham und Nürnberg. Früher zweigte hier die Bahnstrecke Nabburg–Schönsee ab.

### Öffentliche Einrichtungen
Nabburg ist neben Sulzbach-Rosenberg der zweite Ausbildungsstandort der VII. Bereitschaftspolizeiabteilung (Hauptsitz im oberpfälzischen Sulzbach-Rosenberg). Auf dem Gelände der ehemaligen Kaserne des Bundesgrenzschutzes (heute Bundespolizei) Am Fichtenbühl wurde eine der neuesten und modernsten Unterkünfte der Bayerischen Polizei errichtet. Hier wird ein Teil des Nachwuchses für den Mittleren Polizeivollzugsdienst ausgebildet. Darüber hinaus finden dort Fortbildungsveranstaltungen der Bayerischen Polizei statt.
Ferner besteht am Ort eine Dienststelle des Amtes für Ernährung, Landwirtschaft und Forsten Schwandorf.

## Söhne und Töchter der Stadt
- Anita Eichhorn (* 1991), Filmschauspielerin
- Burchard I. von Halberstadt (1000–1059), Bischof von Halberstadt
- Peter Gollwitzer (* 1950), Motivationspsychologe, erhielt 1990 den Max-Planck-Forschungspreis
- Michael Haller (1840–1915), Kirchenmusiker
- Wolfgang Hesl (* 1986), Fußballtorwart
- Markus Hofmann (* 1975), Gedächtnistrainer und Autor
- Susanne Kernl (* 1982), Basketballspielerin
- Johann Franz Lidtmann (1716–1797), Barockmaler, Werke in Perschen, Neunaigen und Niedermurach
- Christoph Luybl, Kunstschreiner der Rokoko-Zeit, schuf unter anderem die Kanzel in der Kirche zu Neunaigen 1790 und arbeitete des Öfteren mit seinem Bruder Johann Michael Luybl, der in Bruck bei Roding wohnte, zusammen
- Johannes Rickl, Stadtmaurermeister, erbaute 1788/1790 die Kirche zu Neunaigen
- Jonas Sorgenfrei (* 1993), Jazzmusiker
- Rolf Stahlhofen (* 1968), Sänger der Gruppe Söhne Mannheims
- Rudolf Stoll (1911–1991), Sänger (Tenor) und Schulleiter
- Andreas Weiß (1722–1807), Begründer einer bedeutenden Orgelbauerfamilie in der Oberpfalz des 18. und 19. Jahrhunderts.
- Franz Joseph Weiß (1755–1825), Orgelbauer
- Johann Michael Weiß (1766–1848), Orgelbauer
- Joseph Weiß (1788–1858), Orgelbauer

## Personen, die mit der Stadt in Verbindung stehen
- Karl Schmidt-Wolfratshausen (1891–1971), Künstler
- Xaver Fuhr (1898–1973), Künstler, 1943–1950 in Nabburg
- Otto Zeitler (* 1944), ehemaliger Landtagsabgeordneter und Staatssekretär
- Gerd Lohmeyer (* 1945), Schauspieler und Regisseur, aufgewachsen in Nabburg